# Georg Johansson-Brandius
Georg Johansson-Brandius (10. května 1898 – 20. dubna 1964) byl švédský reprezentační hokejový útočník.
V roce 1920 byl členem Švédské hokejové týmu, který skončil čtvrtý na Letních olympijských hrách. Odehrál šest zápasů a vstřelil tři branky.